# Holmtjärnen (Åsele socken, Lappland, 714975-158905)
Holmtjärnen är en sjö i Åsele kommun i Lappland och ingår i Lögdeälvens huvudavrinningsområde.